# Clyde McPhatter/Diskografie
Diese Diskografie ist eine Übersicht über die Schallplatten, die mit dem US-amerikanischen Sänger Clyde McPhatter in seiner Heimat produziert wurden. Zusätzlich werden die Compact Discs aufgeführt, die im deutschen Handel erhältlich sind.

## Vinyl-Singles
| A/B-Seite                                                     | Katalog-Nr. | Veröffentlichung |
|                                                               | Atlantic    |                  |
| Everyone’s Laughing / Hot Ziggity                             | 1070        | Juli 1955        |
| Love Has Joined Us Together / I Gotta Have You (& Ruth Brown) | 1077        | November 1955    |
| Seven Days / I’m Not Worthy                                   | 1081        | Januar 1956      |
| Treasure Of Love / When You’re Sincere                        | 1092        | April 1956       |
| Thirty Days / I’m Lonely Tonight                              | 1106        | September 1956   |
| Without Love / I Make Believe                                 | 1117        | November 1956    |
| No Matter What / Just To Hold My Hand                         | 1133        | April 1957       |
| Long Lonely Nights / Heartaches                               | 1149        | Juli 1957        |
| You’ll Be There / Rock And Cry                                | 1158        | Oktober 1957     |
| That’s Enough For Me / No Love Like Her Love                  | 1170        | Januar 1958      |
| Come What May / Let Me Know                                   | 1185        | April 1958       |
| A Lover’s Question / I Can’t Stand Up Long                    | 1199        | August 1958      |
| Lovey Dovey / My Island Of Dreams                             | 2018        | Februar 1959     |
| Since You’ve Been Gone / Try Try Baby                         | 2028        | Mai 1959         |
| You Went Back On Your Word / There You Go                     | 2038        | September 1959   |
| Just Give Me A Ring / Don’t Dog Me                            | 2049        | Januar 1960      |
| Deep Sea Ball / Let The Boogie Woogie Roll                    | 2060        | April 1960       |
| If I Didn’t Love You Like I Do* / Go! Yes Go!                 | 2082        | November 1960    |
|                                                               | MGM         |                  |
| I Told Myself A Lie / The Masquerade Is Over                  | 12780       | März 1959        |
| Twice As Nice / Where Did I Make My Mistake                   | 12816       | Juli 1959        |
| Let’s Try Again / Bless You                                   | 12843       | Oktober 1959     |
| Think Me A Kiss / When The Right Time Comes Along             | 12877       | Februar 1960     |
| One Right After Another / This Is Not Goodbye                 | 12949       | Oktober 1960     |
| The Glory Of Love / Take A Step                               | 12988       | 1961             |
|                                                               | Mercury     |                  |
| Ta Ta / I Ain’t Givin’ Up Nothin’                             | 71660       | Mai 1960         |
| I Just Want To Love You / You’re For Me                       | 71692       | September 1960   |
| One More Chance / Before I Fall In Love Again                 | 71740       | November 1960    |
| Tomorrow Is A-Comin’ / I’ll Love You Till The Cows Come Home  | 71783       | Februar 1961     |
| A Whole Heap O’love / You’re Movin’ Me                        | 71809       | April 1961       |
| I Never Knew / Happiness                                      | 71841       | Juni 1961        |
| Same Time, Same Place / Your Second Choice                    | 71868       | September 1961   |
| Lover Please / Let’s Forget About The Past                    | 71941       | Januar 1962      |
| Little Bitty Pretty One / Next To Me                          | 71987       | Mai 1962         |
| Maybe / I Do Believe                                          | 72025       | September 1962   |
| The Best Man Cried / Stop                                     | 72051       | Oktober 1962     |
| So Close To Being In Love / From One To One                   | 72166       | August 1963      |
| Deep In The Heart Of Harlem / Happy Good Times                | 72220       | Dezember 1963    |
| Second Window, Second Floor                                   | 72253       | März 1964        |
| Lucille / Baby, Baby                                          | 72317       | August 1964      |
| Crying Won’t Help You Now / I Found My Love                   | 72407       | März 1965        |
|                                                               | Amy         |                  |
| Everybody’s Somebody’s Fool / I Belong To You                 | 941         | November 1965    |
| Little Bit Of Sunshine / Everybody Loves A Good Time          | 950         | März 1966        |
| A Shot Of Rhythm And Blues / I’m Not Going To Work Today      | 968         | November 1966    |
| Sweet And Innocent / Lavender Lace                            | 975         | Februar 1967     |
| I Dreamt I Died / Lonely People Can’t Afford To Cry           | 993         | Juli 1967        |
|                                                               | Deram       |                  |
| Thank You Love / Only A Fool                                  | 85032       | August 1968      |
| Baby You’ve Got It / Baby I Could Be So Good At Loving You    | 85039       | Januar 1969      |
|                                                               | Decca       |                  |
| Book Of Memories / I’ll Belong To You                         | 32719       | August 1970      |
| Why Can’t We Get Together / Mixed-Up Cup                      | 32753       | November 1970    |

## Vinyl-Musikalben
| Titel                  | Katalog-Nr.   | Veröffentlichung |
| Love Ballads           | Atlantic 8024 | Oktober 1958     |
| Let’s Start Over Again | MGM 3775      | August 1959      |
| Clyde                  | Atlantic 8031 | Oktober 1959     |
| Greatest               | MGM 3866      | August 1960      |
| Ta Ta                  | Mercury 20597 | Oktober 1960     |
| Golden Blues Hits      | Mercury 20655 | Oktober 1961     |
| May I Sing for You     | Wing 12224    | April 1962       |
| Lover Please           | Mercury 20711 | Mai 1962         |
| Rhythm and Soul        | Mercury 20750 | November 1962    |
| Greatest Hits          | Mercury 20783 | Juni 1963        |
| The Best of            | Atlantic 8077 | Juli 1963        |
| Songs of the Big City  | Mercury 20902 | März 1964        |
| Live at the Apollo     | Mercury 20915 | Juli 1964        |

## Compact Discs*
| Titel               | Musiklabel   | Veröffentlichung |
| Greatest Hits       | Curb         | 1991             |
| Treasure Of Love    | Rhino        | 1997             |
| Clyde McPhatter     | King         | 1994             |
| Love Ballads        | Collectables | 2001             |
| Clyde – Rock & Roll | HooDoo       | 2010             |
| Twice As Nice       | Jasmine      | 2012             |

- in Deutschland vertrieben

## Chartplatzierungen

### Singles
| Jahr | Titel Album                       | Höchstplatzierung, Gesamtwochen, AuszeichnungChartplatzierungen (Jahr, Titel, Album, Platzierungen, Wochen, Auszeichnungen, Anmerkungen) | Höchstplatzierung, Gesamtwochen, AuszeichnungChartplatzierungen (Jahr, Titel, Album, Platzierungen, Wochen, Auszeichnungen, Anmerkungen) | Höchstplatzierung, Gesamtwochen, AuszeichnungChartplatzierungen (Jahr, Titel, Album, Platzierungen, Wochen, Auszeichnungen, Anmerkungen) | Anmerkungen                                         |
| Jahr | Titel Album                       | UK | US | R&B | Anmerkungen                                         |
| ---- | --------------------------------- | --- | --- | --- | --------------------------------------------------- |
| 1956 | Seven Days –                      | — | US44 (5 Wo.)US | — |                                                     |
| 1956 | Treasure Of Love –                | UK27 (1 Wo.)UK | US22 (17 Wo.)US | — |                                                     |
| 1956 | Without Love (There Is Nothing) – | — | US38 (11 Wo.)US | — |                                                     |
| 1957 | Just To Hold My Hand –            | — | US30 (11 Wo.)US | — |                                                     |
| 1957 | Long Lonely Nights –              | — | US49 (13 Wo.)US | — |                                                     |
| 1957 | Rock And Cry –                    | — | US93 (1 Wo.)US | — |                                                     |
| 1958 | Come What May –                   | — | US43 (15 Wo.)US | — |                                                     |
| 1958 | A Lover’s Question –              | — | US6 (24 Wo.)US | R&B1 (23 Wo.)R&B |                                                     |
| 1959 | Lovey Dovey –                     | — | US49 (8 Wo.)US | R&B12 (6 Wo.)R&B |                                                     |
| 1959 | I Told Myself A Lie –             | — | US70 (5 Wo.)US | — |                                                     |
| 1959 | Since You’ve Been Gone –          | — | US38 (13 Wo.)US | R&B14 (12 Wo.)R&B |                                                     |
| 1959 | Twice As Nice –                   | — | US91 (2 Wo.)US | — |                                                     |
| 1959 | You Went Back On Your Word –      | — | US72 (3 Wo.)US | R&B13 (6 Wo.)R&B |                                                     |
| 1959 | Let’s Try Again –                 | — | US48 (8 Wo.)US | R&B13 (4 Wo.)R&B |                                                     |
| 1960 | Just Give Me A Ring –             | — | US96 (2 Wo.)US | — |                                                     |
| 1960 | Think Me A Kiss –                 | — | US66 (6 Wo.)US | — |                                                     |
| 1960 | Ta Ta –                           | — | US23 (14 Wo.)US | R&B7 (10 Wo.)R&B |                                                     |
| 1961 | I Never Knew –                    | — | US56 (5 Wo.)US | R&B17 (6 Wo.)R&B |                                                     |
| 1962 | Lover Please –                    | — | US7 (14 Wo.)US | — |                                                     |
| 1962 | Little Bitty Pretty One –         | — | US25 (8 Wo.)US | — |                                                     |
| 1962 | White Christmas –                 | — | US88 (2 Wo.)US | — | The Drifters feat. Clyde McPhatter und Bill Pinkney |
| 1963 | Deep In The Heart Of Harlem –     | — | US90 (5 Wo.)US | R&B10 (10 Wo.)R&B |                                                     |
| 1965 | Crying Won’t Help You Now –       | — | — | R&B22 (5 Wo.)R&B |                                                     |

## Statistik

### Chartauswertung
|                       | UK    | US     | R&B     |
| --------------------- | ----- | ------ | ------- |
| Nummer-eins-Singles   | UK—UK | US—US  | R&B1R&B |
| Top-10-Singles        | UK—UK | US2US  | R&B2R&B |
| Singles in den Charts | UK1UK | US22US | R&B9R&B |